# Паско (Вашингтон)
Паско (енгл. Pasco) град је у америчкој савезној држави Вашингтон. По попису становништва из 2010. у њему је живело 59.781 становника.

## Демографија
Према попису становништва из 2010. у граду је живело 59.781 становника, што је 27.715 (86,4%) становника више него 2000. године.
| Група             | 2000.          | 2010.          |
| Белци             | 11.865 (37,0%) | 23.150 (38,7%) |
| Афроамериканци    | 1.033 (3,2%)   | 1.120 (1,9%)   |
| Азијати           | 567 (1,8%)     | 1.155 (1,9%)   |
| Хиспаноамериканци | 18.041 (56,3%) | 33.314 (55,7%) |
| Укупно            | 32.066         | 59.781         |